# Francisco Javier de Ascázubi
Francisco Javier de Ascázubi (c.1760-1810) fue un político y militar ecuatoriano durante la Independencia de Ecuador.